# 빌라살토
빌라살토(Villasalto), 사르데냐어로는 비다 데 사르투 또는 비다 데 살투는 이탈리아 사르데냐주 수드사르데냐도에 있는 코무네이다. 칼리아리에서 북동쪽으로 약 40 킬로미터 (25 mi) 떨어져 있다. 2004년 12월 31일 기준으로 인구는 1,282명이고 면적은 130.1 제곱킬로미터 (50.2 mi2)이다.
빌라살토/비데사투는 다음 코무네와 접한다: 아르문자, 부르체이, 돌리아노바, 산니콜로제레이, 산비토, 신나이, 빌라푸추.